# Ilyarachna triangulata
Ilyarachna triangulata är en kräftdjursart som beskrevs av Menzies1962. Ilyarachna triangulata ingår i släktet Ilyarachna och familjen Munnopsidae. Inga underarter finns listade i Catalogue of Life.